# Lola Astanova
Lola Astanova (in russo Лола Астанова?; Tashkent, 3 luglio 1982) è una pianista uzbeka naturalizzata statunitense famosa soprattutto per le sue interpretazioni delle composizioni di Chopin, Liszt e Rachmaninoff, oltre che per le sue performance appariscenti e le sue trascrizioni per pianoforte.

## Biografia
Nata a Tashkent, in Uzbekistan, all'età di sei anni Astanova è entrata nella Scuola Specializzata di Musica per Bambini Dotati V. Uspensky, studiando con la professoressa Tamara Popovich e visitando spesso Mosca per lezioni con il professor Lev Naumov.
Astanova ha iniziato a fare tournée come pianista da concerto all'età di otto anni. Nel 1996 ha vinto il terzo premio al 2º Concorso Internazionale Chopin per giovani pianisti tenutosi a Mosca. Nel 1998 è stata protagonista del documentario dell'UNESCO "Prodigies of the 20th Century". Nel 2003 è emigrata negli Stati Uniti e ha continuato la sua carriera in America.
Astanova è stata presentata nel 2007 al Classical Superstars dal conduttore televisivo della ABC Regis Philbin. Il concerto è stato presentato nel centesimo anniversario del Neiman Marcus Christmas Book e offerto per 1,6 milioni di dollari.  Nell'agosto 2008, il National September 11 Memorial & Museum ha annunciato l'esibizione della Astanova sul famoso pianoforte da concerto Steinway di Vladimir Horowitz al "Notes of Hope" di beneficenza ospitato dal sindaco Michael Bloomberg e dalla senatrice Hillary Clinton. La performance ha raccolto fondi per il National September 11 Memorial & Museum di New York.